# Región de las Hortensias
La Región de las Hortensias es una comarca turística del Estado brasileño de Río Grande del Sur. Ubicada al norte de Porto Alegre, es una región caracterizada por su paisaje serrano, su clima frío y su cultura predominantemente centroeuropea.

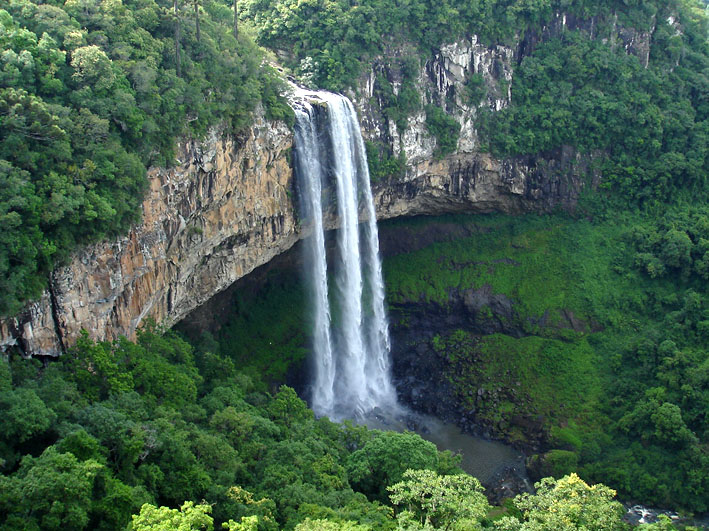
Cascada del Caracol, en Canela.

Este corredor turístico está comprendido por las ciudades de Nova Petrópolis, Gramado, Canela y São Francisco de Paula, unidas por la RS 235, una de las rutas más pintorescas de Brasil. 
La región recibe este nombre debido a la gran cantidad de hortensias presentes por doquier, tanto en jardines privados como en plazas, calles y rutas. Una característica de las hortensias en esta área es su coloración azul, producto de la acidez del suelo brasileño. Si bien son visibles en toda la región, es en Gramado dónde se la ha tomado como flor símbolo.

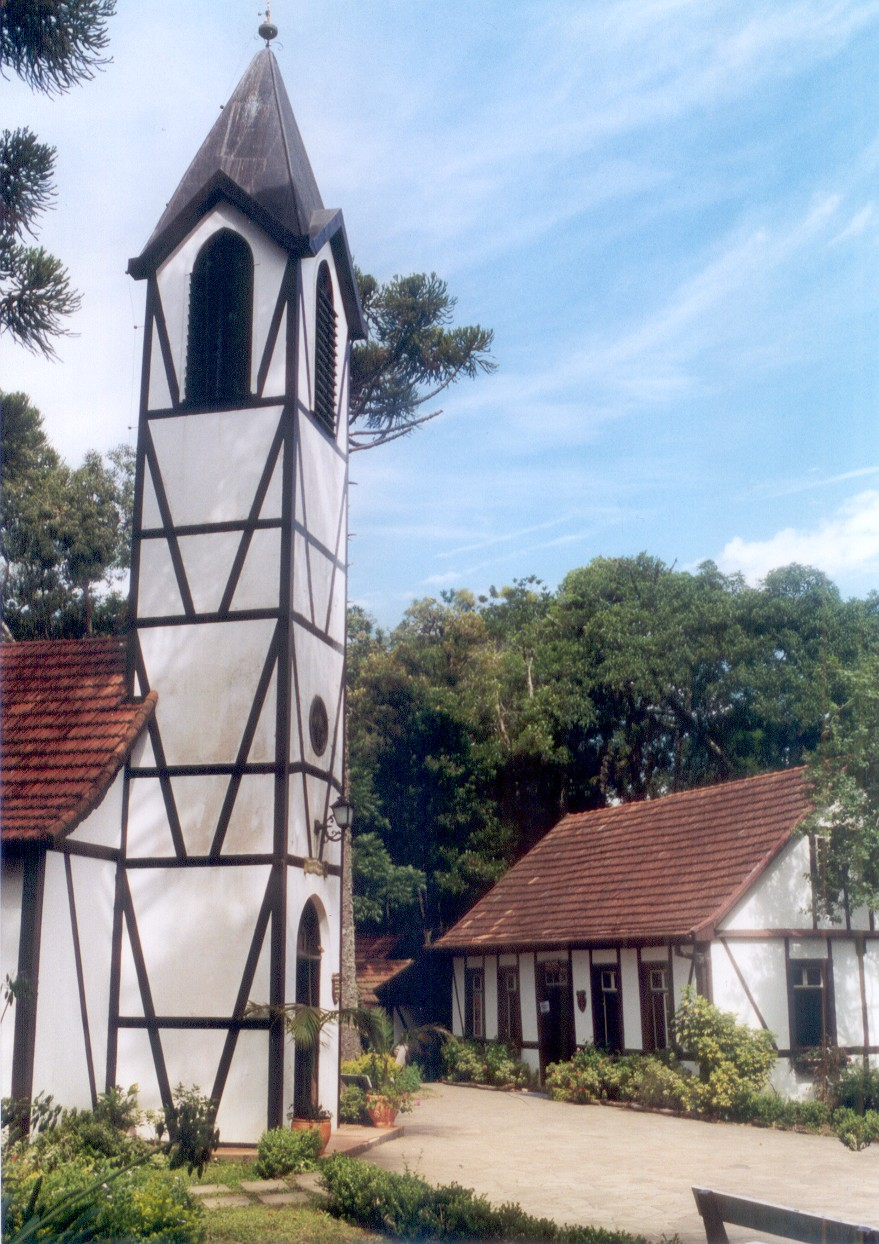
Arquitectura germánica en Nova Petrópolis.

Todas las ciudades de la comarca cuentan con atractivos turísticos apreciables. Nova Petrópolis conserva viva la herencia alemana en su arquitectura, culinaria y fiestas típicas. Gramado, la ciudad turística más importante de Río Grande del Sur y una de las más visitadas del país, posee una oferta hotelera y gastronómica sin igual, además de ser un centro productor de textiles, cueros, muebles y chocolates. Canela, a 8 kilómetros, es un buen lugar para practicar ecoturismo. El Parque Estadual del Caracol, con su cascada, y el Valle de Ferradura, son dos de sus más famosos puntos turísticos. Finalmente, São Francisco de Paula se presenta como un pueblo típicamente gaucho, donde es posible apreciar la cultura campestre de Río Grande del Sur. Todo el circuito puede ser complementado con una visita al parque nacional de Aparados da Serra, en Cambará do Sul, que posee el cañón más grande de Sudamérica: el Itaimbezinho, de 700 metros de profundidad.
- Datos: Q7309498